# Closing Time (Tom Waits)
| Recensione              | Giudizio            |
| ----------------------- | ------------------- |
| AllMusic                |                     |
| Robert Christgau        | B+                  |
| Debaser                 |                     |
| Sputnikmusic            | 4.5 (Superb)        |
| Piero Scaruffi          |                     |
| Ondarock                | (Disco consigliato) |
| Dizionario del Pop-Rock |                     |
| 24.000 dischi           |                     |

Closing Time è il primo album del cantautore statunitense Tom Waits, pubblicato nel marzo 1973 per la casa discografica Asylum Records.

## Descrizione
Un primo lavoro di tutto rispetto dove spiccano la struggente e melodica ballata dedicata alla sua Oldsmobile (Ol' '55) che apre l'album e la seconda traccia, I Hope That I Don't Fall in Love with You, poesia velata di tristezza, come tutto l'album, dedicata al possibile amore della sua vita volato via per superbia e indecisione. Sempre con la stessa atmosfera ascoltiamo Martha, tristissima memoria di un amore passato con il tempo. 
Di diverso stile Ice Cream Man, più ballata e meno poesia.
Un album confidenziale, d'amore, che lascia già intravedere le cupe atmosfere tristi che accompagneranno Waits per la vita. Chiuso con il pezzo strumentale che dà il titolo all'album, Closing Time (Ora di chiusura), tanto amato dall'autore.
Il brano Martha venne reinterpretato dal cantautore Tim Buckley nel suo album del 1974 Sefronia.

## Tracce

### LP
Lato A
Testi e musiche di Tom Waits.
1. Ol' '55 – 3:55
2. I Hope That I Don't Fall in Love with You – 3:52
3. Virginia Avenue – 3:22
4. Old Shoes (& Picture Postcards) – 3:41
5. Midnight Lullaby – 3:10
6. Martha – 4:26

Lato B
Testi e musiche di Tom Waits.
1. Rosie – 3:56
2. Lonely – 3:11
3. Ice Cream Man – 3:05
4. Little Trip to Heaven (On the Wings of Your Love) – 3:55
5. Grapefruit Moon – 4:46
6. Closing Time – 3:58

## Musicisti
Ol' '55
- Tom Waits – piano, voce
- Bill Plummer – basso
- John Seiter – batteria, voce
- Peter Klimes – chitarra

I Hope That I Don't Fall in Love with You
- Tom Waits – harmonium, chitarra, voce
- Bill Plummer – basso
- Shep Cooke – chitarra a 6 corde

Virginia Avenue / Midnight Lullaby / Little Trip to Heaven (On the Wings of Your Love)
- Tom Waits – piano, voce
- Bill Plummer – basso
- John Seiter – batteria
- Peter Klimes – chitarra
- Delbert Bennett – tromba

Old Shoes (& Picture Postcards)
- Tom Waits – chitarra, voce
- Bill Plummer – basso
- John Seiter – batteria
- Shep Cooke – chitarra, voce

Martha
- Tom Waits – piano, clavicembalo, voce

Rosie
- Tom Waits – piano, voce
- Bill Plummer – basso
- John Seiter – batteria, voce
- Peter Klimes – chitarra a 6 corde, chitarra pedal steel

Lonely
- Tom Waits – piano, voce

Ice Cream Man
- Tom Waits – piano, celeste, voce
- Bill Plummer – basso
- John Seiter – batteria
- Peter Klimes – chitarra

Grapefruit Moon
- Tom Waits – piano, voce
- Jerry Yester – arrangiamento (quartetto archi)

Closing Time
- Tom Waits – piano
- Jesse Ehrlich – violoncello
- Arni Egilsson – basso
- Tony Terran – tromba

Note aggiuntive
- Jerry Yester – produttore (per la Third Story Productions)
- Registrazioni effettuate al Sunset Sound di Hollywood, California
- Richie Moore – ingegnere delle registrazioni
- Mixato al Wally Heider Recorders
- Cal Schenkel – design copertina album
- Ed Caraeff – foto copertina album[13]